# Wilhelm von Düring (Landrat)
Wilhelm von Düring (* 31. März 1836 in Lüneburg; † 13. November 1907 in Hannover) war ein deutscher Verwaltungsjurist.

## Herkunft
Seine Eltern waren der hannoverische Generalmajor Ernst Johann Christian von Düring (* 6. Juni 1788; † 7. April 1851) und dessen Ehefrau Karoline Frederike von Oeynhausen (* 6. Oktober 1797; † 23. Mai 1870). Sein Onkel Georg Anton Dietrich von Düring (* 8. Oktober 1780; † 30. März 1872) wurde hannoverische Generalleutnant.

## Leben
Er studierte Rechtswissenschaften in Heidelberg, wo er Mitglied des Corps Vandalia war, und in Göttingen. 1859 wurde er Auditeur, 1864 Gerichtsassessor in Celle, später in Geestemünde. Ab 1866 war er Regierungsassessor im Ministerium der Auswärtigen Angelegenheiten und beim Oberpräsidium in Hannover. 1868 wurde er Hilfsarbeiter im Ministerium für Lauenburg in Berlin. 1870/71 nahm er als Kriegsfreiwilliger und zuletzt Leutnant im Garde-Kürassier-Regiment am Krieg gegen Frankreich teil. 1872 wurde er Regierungsassessor in Potsdam. 1873 zunächst aus dem Staatsdienst ausgeschieden, trat er 1878 als Regierungsassessor wieder ein und wurde nach Posen versetzt. Düring wurde 1880 Regierungsrat, 1881 Amtshauptmann in Hann. Münden, 1884 Landrat im Landkreis Münden. 1895 erhielt er den Titel eines Geheimen Regierungsrats. 1899 wurde ihm der Abschied bewilligt. Er lebte zuletzt als Rittergutsbesitzer auf Eggerkamp und Gehren.

## Familie
Er heiratete am 6. September 1871 Johanna Karolina Klara von Gruner (* 19. August 1848; † 21. Januar 1924), die Tochter des Politikers  Justus von Gruner. Das Paar hatte einen Sohn und zwei Töchter:
- Ida Elisabeth Charlotte Emilie (* 10. Juni 1872)
- Klara Karoline Hermine Bertha (* 31. Mai 1875)
- George (* 1. Februar 1877; † 6. Februar 1952) ⚭ 1900 Elisabeth von der Becke (* 19. Mai 1882; † 12. Oktober 1957)